# Epidexipteryx
Epidexipteryx is een geslacht van theropode dinosauriërs, behorend tot de groep van de Maniraptora, dat voorkwam in het gebied van het huidige China.
De typesoort Epidexipteryx hui werd in 2008 beschreven door Zhang Fucheng. De geslachtsnaam betekent "veertonend", een verwijzing naar het opvallende eigenschappen van het verenkleed, de soortaanduiding eert de kort daarvoor overleden Chinese paleontoloog Yaoming Hu, een expert op het gebied van Mesozoïsche zoogdieren. Een curiositeit bij de beschrijving was dat de auteurs hun manuscript per ongeluk naar de preview-afdeling van het blad Nature stuurden die het in september 2008 een maand te vroeg publiceerde; op 22 oktober volgde de officiële publicatie.

## Vondst
Het fossiel, holotype IVPP V15471, bestaat uit een vrijwel volledig skelet met veerafdrukken, gevonden in de Daohugou-bedden van Binnen-Mongolië. De datering van deze formaties is omstreden. De beschrijvers houden het erop dat de formatie niet jonger is dan 152 miljoen jaar geleden en dus uiterlijk afkomstig uit het late Jura; andere onderzoekers menen dat de lagen wel zo jong zouden kunnen zijn als het vroege Krijt.

## Beschrijving

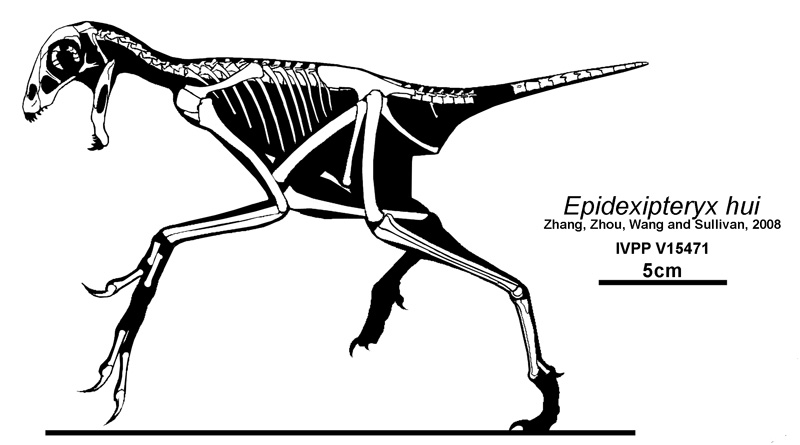
Een diagram van het skelet

Epidexipteryx is een kleine soort, ter grootte van een duif, met een geschat gewicht van 164 gram. Zijn vrij korte staart, met slechts zestien staartwervels waarvan de achterste tien sterk vernauwen, toont de resten van twee paar langgerekte lintvormige staartveren. Deze zitten vast aan de achterste tien wervels en hebben een centrale holle schacht; er zijn echter geen afdrukken van baarden bewaard gebleven. Hoe lang ze precies zijn is onbekend omdat de steenplaat met het fossiel plots afbreekt; ook het aantal van vier is onzeker. Inclusief staartveren is de lengte ongeveer een halve meter. Het lichaam is bedekt met "dinodons" zoals bij meer Maniraptora; bij Epidexipteryx echter vormen de "veren" aan de basis een continu membraan; pas aan de uiteinden eindigen ze in parallelle draden. Deze eigenschap is uniek. Bij de vrij lange armen zijn geen afdrukken van slagpennen gevonden. De onderzoekers gaan ervan uit dat dit niet een artefact is van de conservatie — de linkerarm ligt onder het lichaam en de rechterarm is maar half bewaard gebleven — maar de werkelijke toestand weerspiegelt en dat Epidexipteryx een bodembewoner was die secundair het vermogen tot vliegen weer heeft verloren. Een ondersteuning voor deze hypothese zien ze in het feit dat de klauwen een ronding hebben die typisch is voor bodembewonende vogels; dus niet sterk gekromd als aanpassing aan een klimmende levenswijze. Binnen dit scenario gingen de lange veren aan de vleugels weer verloren, maar bleven ze aan de staart bewaard ten gevolge van seksuele selectie: de mannetjes maakten ermee indruk op vrouwtjes. Het ontbreken van baarden is dan een versimpeling van de oorspronkelijke structuur. Als alternatief is geopperd dat ze juist een eerdere evolutiefase vertegenwoordigen.
De schedel van Epidexipteryx is relatief kort en hoog met een hooggeplaatst neusgat; de tanden staan erg schuin naar voren en zijn vooraan bijzonder groot. De beschrijvers achten het waarschijnlijk dat dit een aanpassing is aan het eten van insecten en hun larven; een alternatieve suggestie is dat ze dienden voor het wringen van zaden uit de afgevallen kegels van naaldbomen. De korte kop van Epidexipteryx lijkt op die van de wellicht plantenetende Oviraptorosauria.

## Fylogenie
Een kladistische analyse had als uitkomst dat Epidexipteryx een basaal lid is van de Avialae, nauw verwant aan de in dezelfde formatie gevonden Epidendrosaurus binnen de Scansoriopterygidae. De verwantschap wordt mede aangetoond door de gedeelde eigenaardigheid dat het schaambeen korter is dat het zitbeen. Van Epidendrosaurus zijn alleen juveniele exemplaren gevonden; dat Epidexipteryx daarvan niet simpelweg de volwassen vorm is, achten de beschrijvers bewezen door het veel kleinere aantal staartwervels: zestien in plaats van veertig. Aangezien er bij het fossiel een breuk zit tussen de staartbasis en de romp is het echter niet helemaal zeker dat het wervelaantal echt zestien bedraagt. 